# Llorenç Cerdà i Bisbal
Llorenç Cerdà i Bisbal (Pollença, 1862-Palma, 1955), pintor.

## Formació
Estudià a l'Acadèmia de Belles Arts de Palma (1879-81) i a l'Escola Especial de Pintura. Després estudià pensionat, a Madrid (1883-84) i a Roma (1885-86), on fou company de Sorolla, Marià Benlliure, Enric Simonet i altres. Els mestres que l'influïren més foren Antoni Ribas, Joan Mestre, Ricard Anckermann, Carlos de Haes i, sobretot, Vicente Palmaroli González, director de l'Acadèmia Espanyola de Roma, que li transmeté profundes conviccions classicistes. Format dins el realisme idealitzant de la pintura mallorquina del s. XIX, fou influït a Roma pel transcendentalisme de la pintura d'història.

## Els primers anys (1887-1900)

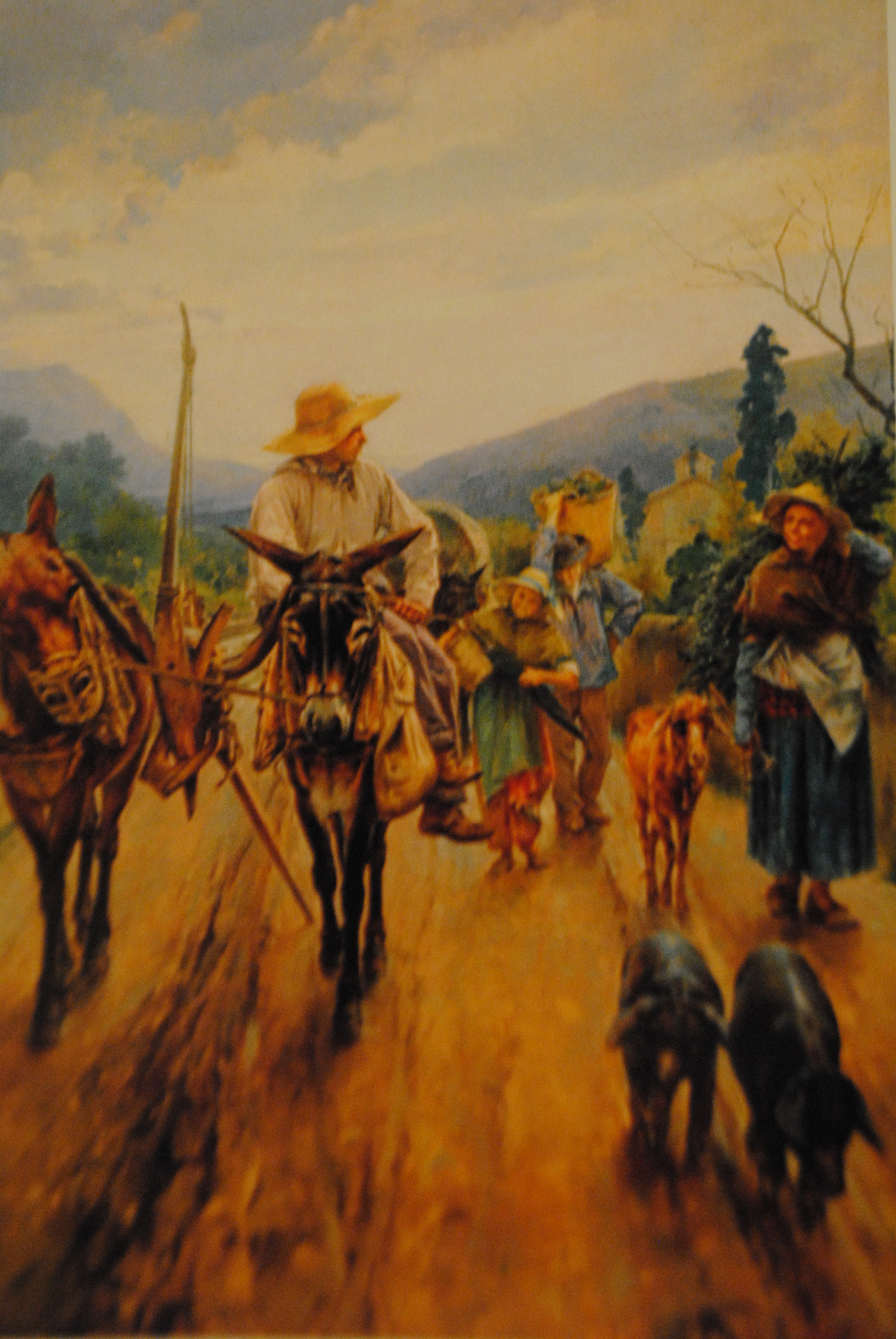
Tornada de la feina (1898) de Llorenç Cerdà

Dirigí l'Escola d'Arts i Oficis i el Museu de Belles Arts de Palma. Les composicions de figura constitueixen l'eix de la seva primera producció. Pintà Foners balears (1887, Museu d'Edimburg) i alguns paisatges, sempre amb la presència de la figura humana, com ara Vista a Palma (1896). Realitzà obres de gran format i caire costumista com Rentador públic de santa Catalina (1891), La fira de sant Tomàs a Palma (1892), Pescadors (1892), Tornada de la feina (1898) i Pastora (1898, Parlament de les Illes Balears).
- Tornada de la feina

D'aquesta obra en va fer dues versions, de format diferent. La de mides petites li serví per fer al taller la versió definitiva. Representa els seus germans Antoni, Andreu, Catalina i Antònia en el moment en què tornen a ca seva, amb el sol post, després d'un dia de feina. És un homenatge als homes i dones del camp i al seu treball dur, esforçat i potser no sempre recompensat. És un homenatge als germans i al pare del pintor, que no es veu al quadre, però hi és present, assegut al carro envelat, due les corretges a la mà i un capel negre. El temps humit i dues porcelles en primer terme fan pensar que hom es troba prop de Nadal. Amb aquesta pintura es presentà a la IV Exposició de Belles Arts i Indústries Artístiques de Barcelona de l'any 1898.

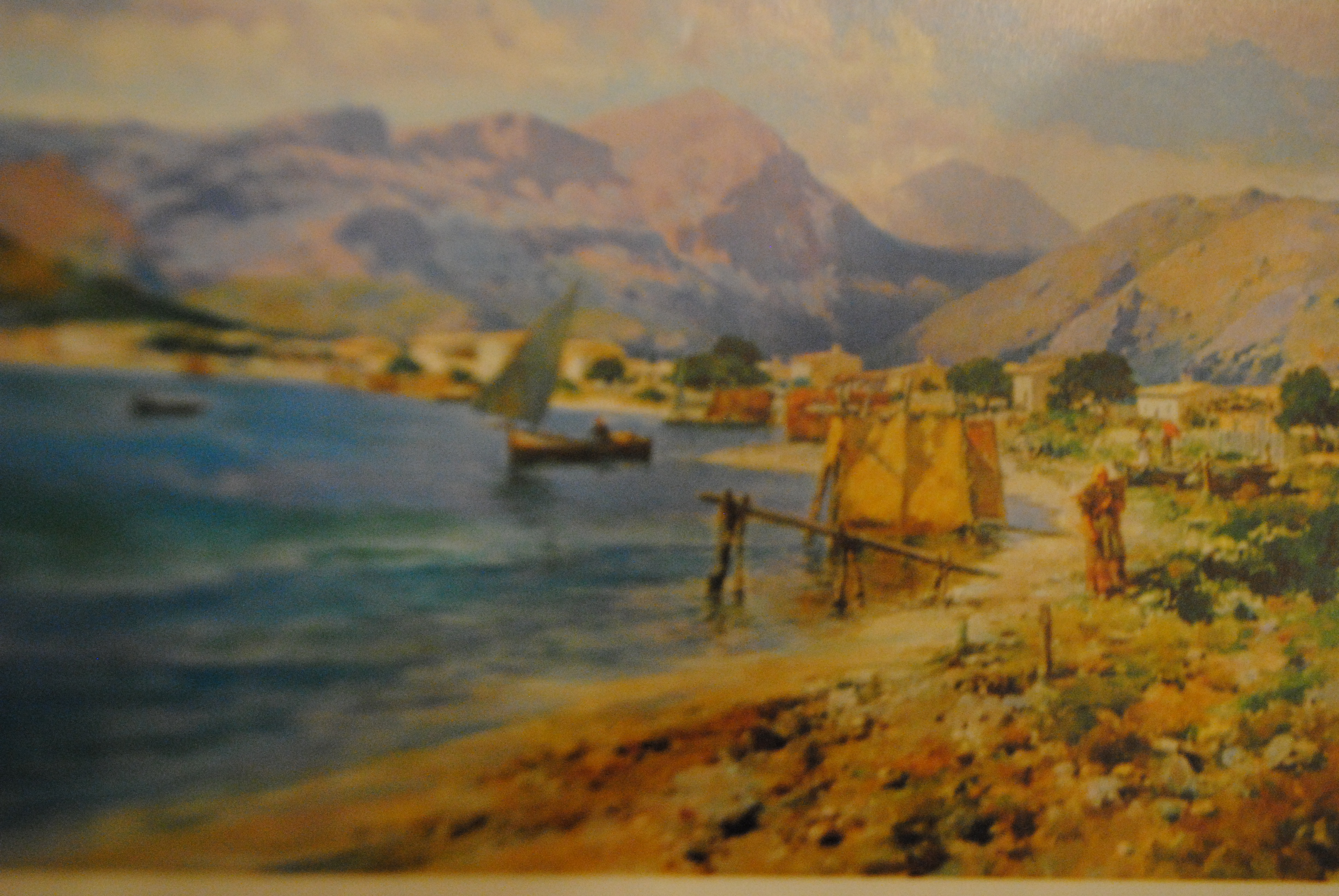
Port de Pollença (ca. 1915) de Llorenç Cerdà

## Anys de plenitud (1901-1919)
La difusió del modernisme, en els primers anys del segle xx, va fer del paisatge el tema principal de la pintura. Cerdà el convertí en el centre de la seva obra. La seva marca pròpia va ser una gran fidelitat a la realitat al servei de paisatges solemnes, immensos i que mostren una natura que tot ho agombola. Utilitza els tons suaus i la seva pinzellada mostra seguretat i agilitat. El color esdevé molt important en perjudici del dibuix. Cal destacar El cingle verd d'Ariant (1906), Talaia (ca. 1906), Cala Bóquer (1908), Costa Mallorquina (1912), Crepuscle (Cala Sant Vicenç) (ca. 1915), Costa de Mortitx (ca. 1915), Port de Pollença (ca. 1915) i Aigües transparents (Cala Castell) (ca. 1916).

## Maduresa (1920-1939)
En aquesta etapa guanyà importància la captació de la llum. El dibuix perd precisió i es torna més esquemàtic. Els colors esdevenen intensos i amb contrasts vius. Continua l'enaltiment de la natura, sobretot de Pollença. Són d'aquesta etapa: El pi de Formentor (1921), Castell del Rei (1922), Castell del Rei (crepuscle) (1922), Ullastres (ca. 1922), Formentor (El Colomer) (ca. 1922) i Oliveres mil·lenàries (1929). Entre 1920 i 1929 desplegà a Palma i Barcelona molta activitat expositiva. Després inicià una etapa més pausada, a partir de la seva jubilació el 1932 de professor i director de l'Escola d'Arts i Oficis de Palma.

## Darrera etapa (1939-1955)
Entre 1939 i 1951 realitzà onze exposicions individuals. Combinà paisatges, sobretot marines, amb temes rurals i pesquers. La pinzellada esdevingués més breu i el dibuix es basà en el joc de llum i ombres que envolta la composició. No pintava sobre un dibuix previ, sinó que el dibuix sortia de la mateixa pintura.
El 1923 fou elegit acadèmic de l'Acadèmia de Belles Arts de San Fernando de Madrid. Fou vicepresident de la Comissió de Monuments de Balears (1924-1955), regidor de l'Ajuntament de Palma (1924-1930) i vicepresident de l'Acadèmia de Belles Arts de Sant Sebastià. El 1953 fou proclamat fill il·lustre de Pollença.
Varen ser deixebles seus Pere J. Barceló Oliver, Simeó Cerdà Juan, Josep Pons Frau, Joan Pizà Canyelles i molts d'altres. Va ser el capdavanter dels pintors mallorquins que tot i acceptar les aportacions del modernisme es mantengueren fidels als principis acadèmics i classicistes i que tengueren el favor de la crítica i el públic més conservador front a propostes més innovadores.